# Macrostemum dulce
Macrostemum dulce là một loài Trichoptera trong họ Hydropsychidae. Chúng phân bố ở miền Australasia.